# Три дни в Сараево
Три дни в Сараево е български игрален филм от 2014 година в копродукция с Босна и Херцеговина. Режисьор и сценарист – Николай Тодоров. Оператор Кирил Проданов. Музиката е на Христо Намлиев.

## Сюжет
Петдесетминутната лента (да, именно лента, 35 mm) на Николай Тодоров разказва за пътуването на две непознати една на друга жени, от България и Словения, до босненската столица, в търсене на причините за странните сънища, които двете сънуват и които се случват в Сараево. Естествено пътуването до този разрушен от войните град се превръща в пътуване „към себе си“.

## Награди
- Диплом в категория „Студентски и дебютни филми“ на 24-тия МФФ „Златен Витяз“, (Севастопол, Русия, 2015).

## В ролите
- Маргита Гошева – Маргита
- Сенад Башич – шофьорът на такси
- Милиана Ленак – Манка
- Драган Шувак – мъж на гробището